# Fotografia do pensamento

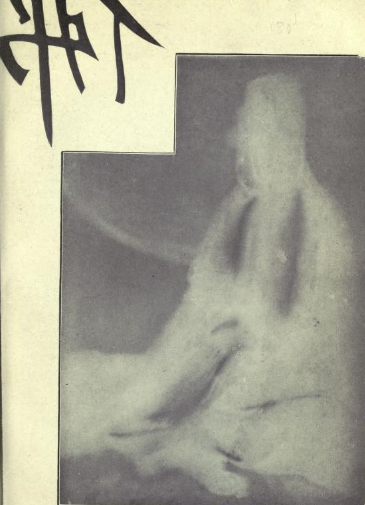
Uma suposta "fotografia de pensamento" obtida por Tomokichi Fukurai.

A fotografia do pensamento, também chamada pensografia, termografia projetada, fotografia psíquica, psicofotografia, ou fotografia mental, e, no Japão, nengrafia/nensha (em japonês, 念写), é a capacidade alegada de "queimar" imagens da mente em superfícies como filmes fotográficos por meios psíquicos. Na parapsicologia, é considerada uma forma de ideoplasmia: materialização plasmada pela imaginação. Também foi proposto o termo escotografia (do grego, skotos = escuro; graphein = escrita; em contraposição a fotografia, que é impressão pela luz) por Felicia Scatcherd no Primeiro Congresso Internacional de Pesquisas Psíquicas em Copenhague, para se referir não às impressões na chapa, mas diretamente no papel da foto no escuro, o que pode incluir  também a fotografia espírita ou transcendental. Enquanto o termo inglês "thoughtography" (pensografia) esteja no léxico desde 1913, o termo mais recente "termografia projetada" é um neologismo popularizado no filme americano de 2002 The Ring, um remake do filme de terror japonês de 1998 Ringu.

## História
A fotografia (também conhecida como fotografia psíquica) surgiu pela primeira vez no final do século XIX, devido à influência da fotografia espírita. O pensamento não tem conexão com o espiritismo, que o distingue da fotografia espiritual. Um dos primeiros livros a mencionar "fotografia psíquica" foi o livro The New Photography (1896), de Arthur Brunel Chatwood. No livro, Chatwood descreveu experimentos em que a "imagem dos objetos na retina do olho humano poderia afetá-lo tanto que uma fotografia poderia ser produzida observando-se uma placa sensível". O livro foi criticado em uma resenha na revista Nature. Na mesma época, o fotógrafo britânico W. Ingles Rogers introduziu o termo "fotografia do pensamento" nos artigos "Photographie de la pensée" e "Can Thought Be Photographed? The Problem Solved" em fevereiro de 1896. O termo "pensografia" (thoughtography) foi introduzido pela primeira vez no início do século XX por Tomokichi Fukurai.
O pesquisador psíquico Hereward Carrington, em seu livro Modern Psychical Phenomena (1919), escreveu que muitas fotografias psíquicas revelaram-se fraudulentas produzidas pela substituição e manipulação das placas, impressão dupla, dupla exposição e telas químicas. No entanto, Carrington também afirmou acreditar que algumas das fotografias são genuínas.
Céticos, entre eles fotógrafos profissionais, consideram as fotos psíquicas falsificadas ou o resultado de falhas na câmera ou no filme, exposições, erros no processamento do filme, reflexos nas lentes, reflexos de flash ou reações químicas.

## Reivindicações

### Primeiros experimentos na Europa
Um dos primeiros relatos foi pelo coronel Louis Darget, que  teria iniciado testes em 27 de maio de 1896, causando a impressão em chapa da imagem de uma garrafa em que, segundo ele, pensou com tanto esforço que teve "dor de cabeça"; ele procedeu também em produzi-las a partir do que chamava de "irradiações fluídicas" de suas mãos. os resultados obtidos foram considerados posteriormente como efeitos do contato do calor da pele humana e devido a solução reveladora pouco diluída. Em 1850, o barão de Reichenbach já teria fotografado uma alegada ação da mente (telergia) fluídica daquilo que chamou de força ódica, ao mesmo tempo que o neurologista Jules Bernard Luys investigou a "fotografia dos fluidos" (photographie des éffluves) dos dedos das mãos em chapas, com seguimento das pesquisas de fotografias fluídicas pelo dr. Hippolyte Baraduc, que chamou as imagens de psychicones, alegando que elas seriam impressões da própria alma; e também por Hector Durville, dentre outros. Um ano antes de Darget, coronel Albert de Rochas relatou uma ocorrência espontânea com a médium Eusapia Palladino.
Em 1905, o fotógrafo australiano F. C. Barnes visitou o médium inglês Richard Boursnell, que obteve uma fotografia com a imagem da Imperatriz Elisabete da Áustria. Barnes investigou depois que ela se encontrava no frontispício de um livro que ele havia lido num clube de livros na Austrália; ele relatou que veio essa lembrança na sessão, após a qual ele passou a buscar a origem em livros:
"O senhor Boursnell disse: 'Há o espírito de uma bela dama aqui, que parece sob uma luz muito forte e sofreu muito na terra.' Concluí imediatamente que seria minha esposa e, após o recebimento das provas, fiquei muito decepcionado ao descobrir que não era. Eu perguntei àqueles presentes se eles podiam reconhecê-la. 'Não', disse a dama, 'mas parece da realeza". Isto era inexplicável. Então a impressão veio a mim que poderia ser a imperatriz da Áustria.'"
Na Polônia, o professor Julian Ochorowicz investigou a médium Stanisława Tomczyk em uma série de artigos nos Anais das Ciências Psíquicas entre 1910 e 1912, e afirmou que o pensamento tem capacidade de exteriorização atuando sobre chapas fotográficas. No Instituto de Metapsíquica Internacional, Charles Richet e Gustave Geley teriam analisado casos de fotografia de pensamento pelo médium Pasquale Erto. Felicia Scatcherd reportou que foi registrada a imagem de uma blusa bordada em que ela pensava no momento de uma fotografia, na presença do médium arquidiácono Thomas Colley em 1910; ela teria feito experimentos de fotografia também com Darget, Baraduc e Guillaume de Fontenay, além dos médiuns Hope e Buxton, e na década de 1920 reproduziu as imagens obtidas na revista Light, ficando conhecida em seus relatos e pesquisas de fotografias transcendentais e escotografias.

### Tomokichi Fukurai
Por volta de 1910, durante um período de interesse em espiritualismo no Japão, Tomokichi Fukurai, professor assistente de psicologia na Universidade de Tóquio, começou a realizar experimentos de parapsicologia usando Chizuko Mifune, Ikuko Nagao e outros como sujeitos. Fukurai publicou resultados de experimentos com Nagao que alegavam que ela era capaz de imprimir telepaticamente imagens em placas fotográficas, que ele chamou de nensha. Quando os jornalistas descobriram irregularidades, a credibilidade de Nagao foi atacada, e houve especulações de que sua doença posterior e a morte dela foram causadas pelo sofrimento causado pelas críticas. Em 1913, Fukurai publicou Clairvoyance and Thoughtography. O livro foi criticado por falta de abordagem científica e seu trabalho foi menosprezado pela universidade e seus colegas. Fukurai acabou renunciando em 1913.

### Eva Carrière

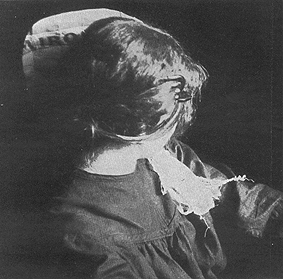
Carrière com ectoplasma falso da revista francesa Le Miroir.

No início do século XX, o pesquisador psíquico Albert von Schrenck-Notzing investigou a médium Eva Carrière e afirmou que suas "materializações" de ectoplasma eram o resultado de "ideoplastia", na qual o médium podia formar imagens em ectoplasma a partir de sua mente. Schrenck-Notzing publicou o livro Phenomena of Materialisation (1923), que incluía fotografias do ectoplasma. Os críticos apontaram que as fotografias do ectoplasma revelavam marcas de recortes de revistas, alfinetes e um pedaço de barbante. Schrenck-Notzing admitiu que em várias ocasiões Carrière enganosamente passava escondido alfinetes para a sala de sessões. O mágico Carlos María de Heredia replicou o ectoplasma de Carrière usando um pente, gaze e um lenço.
Donald West escreveu que o ectoplasma de Carrière era falso e era feito de rostos de papel recortados de jornais e revistas nos quais às vezes as marcas de dobras podiam ser vistas nas fotografias. Uma fotografia de Carrière, tirada da parte de trás da face do ectoplasma, revelou que era feita de uma revista recortada com as letras "Le Miro". O rosto bidimensional fora cortado da revista francesa Le Miroir. As edições anteriores da revista também combinavam com alguns dos rostos de ectoplasma de Carrière. Os rostos que ela usou foram Woodrow Wilson, o rei Fernando da Bulgária, o presidente francês Raymond Poincaré e a atriz Mona Delza. :520
Depois que Schrenck-Notzing descobriu que Carrière tirou os rostos de ectoplasma da revista, ele a defendeu, alegando que ela lera a revista, mas sua memória lembrava as imagens e elas se materializavam no ectoplasma. Schrenck-Notzing foi descrito como crédulo. Joseph McCabe escreveu: "Na Alemanha e na Áustria, o Barão von Schrenck-Notzing é motivo de chacota de seus colegas médicos".

### Ted Serios
Nos anos 60, alegou-se que o morador de Chicago, Ted Serios, um mensageiro de hotel nos seus quarenta e poucos anos, usava poderes psicocinéticos para produzir imagens em filmes instantâneos Polaroid. As alegações psíquicas de Serios foram reforçadas pelo endosso de uma psiquiatra de Denver, Jule Eisenbud (1908–1999), que escreveu um livro, The World of Ted Serios: "Thoughtographic" Studies of an Extraordinary Mind (1967), argumentando que as habilidades presumidamente psíquicas de Serios eram genuínas. No entanto, fotógrafos profissionais e céticos descobriram que Serios estava empregando truques simples.

### Masuaki Kiyota
Masuaki Kiyota é um psíquico japonês que alegou possuir poderes psicocinéticos.:198 Kiyota foi testado por investigadores em Londres pela Granada Television e os resultados foram negativos. Foi descoberto que, com controles rígidos, Kiyota era incapaz de projetar imagens mentais no filme. Ele só conseguiu sucesso quando tinha o filme em sua posse sem nenhum controle por pelo menos 2 horas.:198
De acordo com o mágico e cético James Randi, "as fotos Polaroid de Kiyota foram aparentemente produzidas pela pré-exposição do filme, pois foi observado que ele fez grandes esforços para obter um pacote de filme e passar tempo com ele em particular"  Em uma entrevista na televisão em 1984, Kiyota confessou fraude.

### Uri Geller
Em 1995, o famoso médium Uri Geller começou a usar uma câmera 35mm em suas performances. Com a tampa da lente deixada na câmera, Geller tirava fotos da testa e depois revelava as fotos. Geller afirmava que as imagens subsequentes vieram diretamente de sua mente.:313 James Randi afirmou que Geller havia realizado o truque usando um "dispositivo óptico de mão" ou tirando fotografias de filmes já expostos.:313